# Andrelton Simmons
Andrelton Simmons (né le 4 septembre 1989 à Mundo-Novo, Curaçao) est un joueur d'arrêt-court de la Ligue majeure de baseball.
Excellent joueur défensif, il gagne cinq prix Fielding Bible de suite de 2013 à 2017, et reçoit le Gant doré du meilleur joueur d'arrêt-court de sa ligue en 2013, 2014 et 2017.

## Carrière

### Braves d'Atlanta

#### Saison 2012
Joueur au collège Western Oklahoma State, aux États-Unis, Andrelton Simmons devient un choix de deuxième ronde des Braves d'Atlanta en 2010. Au camp d'entraînement des Braves, ce joueur parfois cité comme le meilleur arrêt-court défensif des ligues mineures est en compétition avec Tyler Pastornicky pour un poste avec l'équipe à cette position. Simmons est finalement cédé aux mineures à la fin de l'entraînement, mais fait ses débuts dans le baseball majeur avec les Braves le 2 juin 2012, devenant le douzième athlète natif de Curaçao à jouer dans cette ligue. Simmons réussit son premier coup sûr dans les majeures le 3 juin : un double aux dépens du lanceur Gio Gonzalez des Nationals de Washington. Le 9 juin, il claque son premier circuit en carrière, contre le lanceur Drew Hutchison des Blue Jays de Toronto.
À la fin de ce premier mois complet dans les majeures, Simmons est nommé meilleure recrue de juin dans la Ligue nationale grâce à 30 coups sûrs, 6 doubles, une moyenne au bâton de ,330 et une tenue impressionnante en défensive,. Mais au début juillet, il se casse le petit doigt de la main droite en glissant autour des buts dans un match contre Philadelphie, ce qui le tient à l'écart du jeu pour un mois. Simmons affiche une moyenne au bâton de ,289 en 49 matchs joués pour Atlanta en 2012, avec 3 circuits et 19 points produits. Il revient au jeu à temps pour l'unique match que les Braves dispute dans les séries éliminatoires 2012. Cependant, dans ce match de meilleur deuxième à Atlanta contre les Cardinals de Saint-Louis, la défensive habituellement excellente des Braves commet 3 erreurs, dont une de Simmons qui coûte un point lors d'un mauvais relais au marbre.

#### Saison 2013

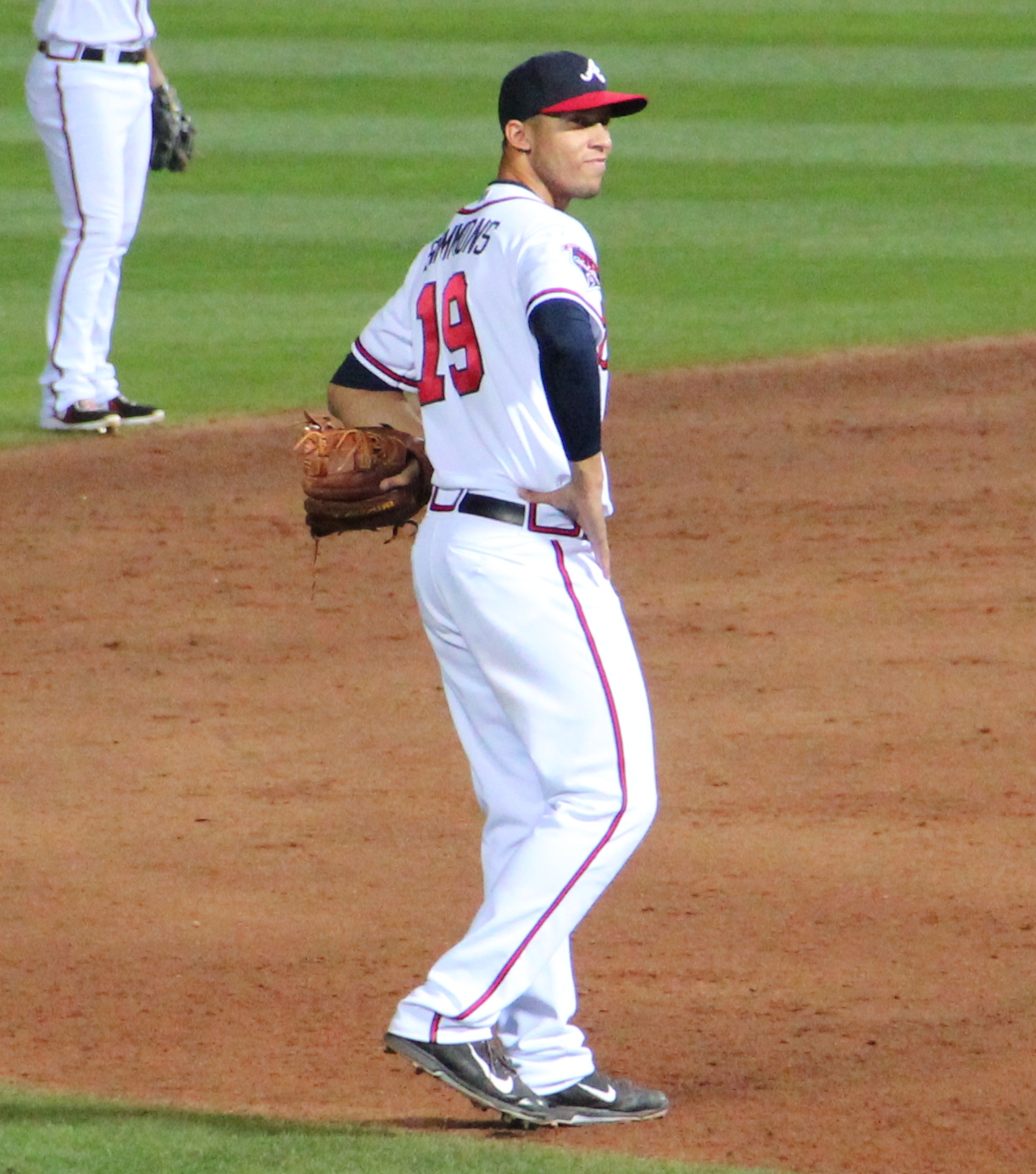
Andrelton Simmons en 2014 avec les Braves d'Atlanta.

En 2013, le jeu de Simmons à l'arrêt-court prévient 41 points, un record,, depuis que la statistique appelée Defensive Runs Saved a été compilée pour la première fois en 2003. Il termine premier des joueurs des majeures, à égalité avec le voltigeur Gerardo Parra des Diamondbacks de l'Arizona, avec 41 points sauvés en défensive. Il est premier des majeures, toutes positions confondues, pour les assistances avec 499. Avec 240 retraits, il est premier des joueurs d'arrêt-court dans la Ligue nationale et second des majeures derrière Pedro Florimon, l'arrêt-court des Twins du Minnesota de la Ligue américaine. Simmons remporte le prix Fielding Bible du meilleur joueur d'arrêt-court des majeures en 2013 et le Gant doré du meilleur joueur défensif de la Ligue nationale à sa position.
À l'attaque, il frappe 150 coups sûrs dont 27 doubles, 6 triples et 17 circuits en 157 parties jouées, maintenant une moyenne au bâton de ,296 et une moyenne de présence sur les buts de ,296. Il marque 76 points, en produit 59 et réussit 6 buts volés. Il termine 14e au vote de fin d'année désignant le joueur par excellence de la saison dans la Ligue nationale. Il frappe pour ,250 avec 3 coups sûrs, 2 points produits et 2 buts-sur-balles en 4 matchs de séries éliminatoires face aux Dodgers de Los Angeles.

#### Saison 2014
En 2014, sa performance offensive de 7 circuits, 46 points produits est peu notable et il frappe pour ,244 de moyenne au bâton avec un pourcentage de présence sur les buts de ,286 en 146 matchs. Il demeure excellent en défensive et reçoit à nouveau un prix Fielding Bible et un Gant doré.

#### Saison 2015
Simmons reçoit le prix Fielding Bible pour la 3e année de suite mais est privé d'un autre Gant doré, celui au poste d'arrêt-court étant décerné à Brandon Crawford. En revanche, il gagne le prix Wilson du joueur défensif de l'année dans le baseball majeur pour la saison 2015.

### Angels de Los Angeles
Le 12 novembre 2015, les Braves d'Atlanta échangent Andrelton Simmons et le receveur des ligues mineures Jose Briceno aux Angels de Los Angeles contre l'arrêt-court Erick Aybar et deux lanceurs des ligues mineures : le droitier Chris Ellis et le gaucher Sean Newcomb.